# Trezzo sull'Adda
Trezzo sull'Adda es una localidad y municipio italiano de la provincia de Milán, región de Lombardía, con 12.412 habitantes. Fue el lugar de nacimiento del escultor Jacome da Trezzo, que trabajó en España para Felipe II.

## Evolución demográfica
| Gráfica de evolución demográfica de Trezzo sull'Adda entre 1861 y 2001 |
|                                                                        |
| Fuente ISTAT - elaboración gráfica de Wikipedia                        |